# Île-de-Bréhat
Île-de-Bréhat (en bretó Enez Vriad) és un municipi francès, situat a la regió de Bretanya, al departament de Costes del Nord. L'any 1999 tenia 421 habitants. Comprèn un arxipèlag davant la punta Arcouest. El consell municipal ha aprovat la carta Ya d'ar brezhoneg.

## Demografia
| Evolució de la població |       |       |       |       |       |       |       |       |
| 1793                    | 1800  | 1806  | 1821  | 1831  | 1836  | 1841  | 1846  | 1851  |
| 1 318                   | 1 475 | 1 444 | 1 488 | 1 550 | 1 483 | 1 519 | 1 941 | 1 357 |

| 1856  | 1861  | 1866  | 1872  | 1876  | 1881  | 1886  | 1891  | 1896 |
| ----- | ----- | ----- | ----- | ----- | ----- | ----- | ----- | ---- |
| 1 348 | 1 202 | 1 212 | 1 114 | 1 059 | 1 172 | 1 086 | 1 012 | 984  |

| 1901 | 1906  | 1911  | 1921 | 1926 | 1931 | 1936 | 1946 | 1954 |
| ---- | ----- | ----- | ---- | ---- | ---- | ---- | ---- | ---- |
| 995  | 1 062 | 1 016 | 977  | 980  | 959  | 830  | 855  | 843  |

| 1962 | 1968 | 1975 | 1982 | 1990 | 1999 | 2006 | 2011 | 2016 |
| ---- | ---- | ---- | ---- | ---- | ---- | ---- | ---- | ---- |
| 700  | 653  | 553  | 511  | 461  | 421  | -    | -    | -    |

| 2019 | - | - | - | - | - | - | - | - |
| ---- | - | - | - | - | - | - | - | - |
| -    | - | - | - | - | - | - | - | - |

## Administració

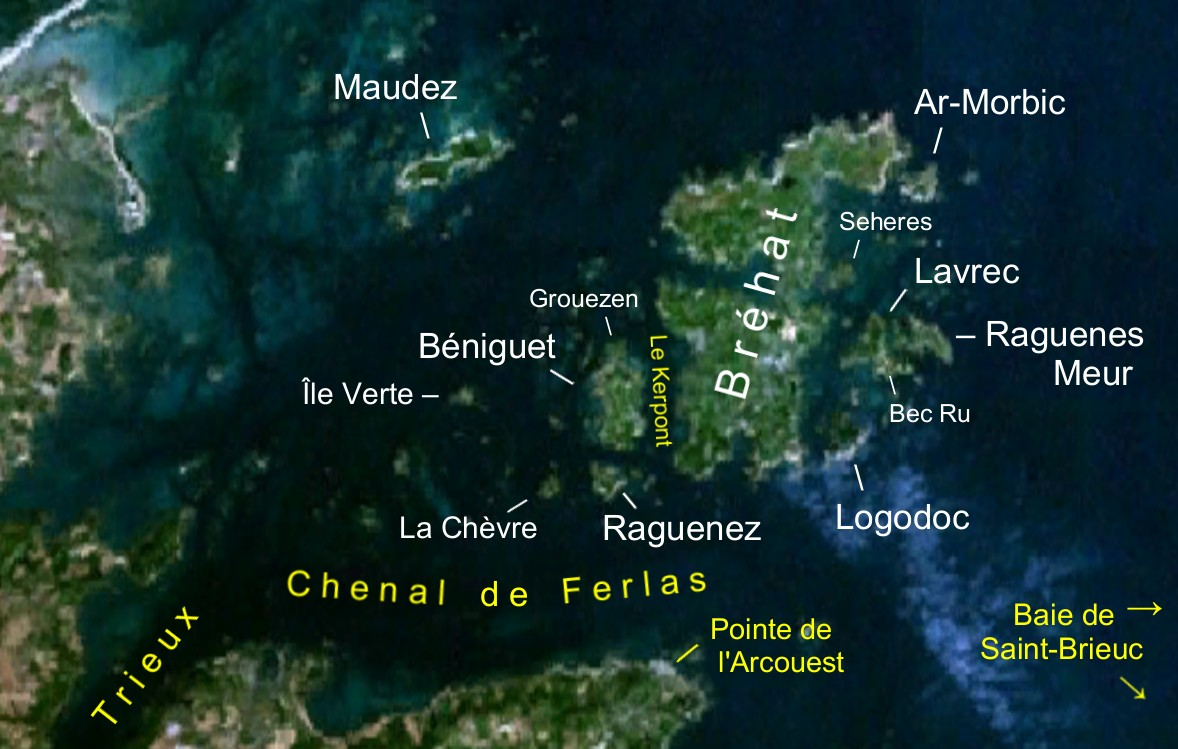
Arxipèlag de Brehat

| Període   | Identitat       | Partit |
| --------- | --------------- | ------ |
| 1977-1983 | Michel Moreux   |        |
| 1983-2001 | Joseph Le Pache |        |
| 2001-2008 | André Boishardy |        |
| 2008-     | Patrick Huet    |        |